# Coptodera japonica
Coptodera japonica es una especie de escarabajo del género Coptodera, familia Carabidae. Fue descrita científicamente por Bates en 1883.
Habita en Japón y Taiwán.